# Erika Bršelová
Erika Bršelová (* 25. srpen 1986) je slovenská atletka, běžkyně na 100 a 200 m. Je členkou klubu AK Inter Bratislava a je halovou mistryní Slovenska z roku 2008 v běhu na 60 metrů. Jejím trenérem je Ján Surgáč.

## Úspěchy
Halové mistrovství Slovenska (Bratislava)
- Běh na 60 metrů:
  - 2008 (1. místo) - 7,63 s.
  - 2009 (3. místo) - 7,70 s.[1]
  - 2010 (3. místo) - 7,77 s.[2]

- Běh na 200 metrů:
  - 2008 (2. místo) - 25,47 s.
  - 2009 (3. místo) - 25,69 s.

Mistrovství Slovenska
- Běh na 100 metrů:
  - Košice 2005 (2. místo) - 12,08 s.
  - Trnava 2006 (1. místo) - 12,02 s.
  - Dubnica nad Váhom 2007 (2. místo) - 12,29 s.

- Běh na 200 metrů:
  - Košice 2005 (1. místo) - 25,25 s.
  - Trnava 2006 (3. místo) - 24,99 s.